# سفارة فنلندا في روسيا
سفارة فنلندا في روسيا هي أرفع تمثيل دبلوماسي لدولة فنلندا لدى روسيا. تقع السفارة في موسكو وهي تهدف لتعزيز المصالح الفنلندية في روسيا.

## وصلات خارجية
- قائمة سفارات فنلندا
- قائمة السفارات في روسيا